# Палметто-Истейтс (Флорида)
Палметто-Истейтс (англ. Palmetto Estates) — статистически обособленная местность, расположенная в округе Майами-Дейд (штат Флорида, США) с населением в 13 675 человек по статистическим данным переписи 2000 года.

## География
По данным Бюро переписи населения США статистически обособленная местность Палметто-Истейтс имеет общую площадь в 5,44 квадратных километров, водных ресурсов в черте населённого пункта не имеется.
Статистически обособленная местность Палметто-Истейтс расположена на высоте 3 м над уровнем моря.

## Демография
| Год переписи        | Нас.  |  | %±    |
| ------------------- | ----- |  | ----- |
| 1980                | 11116 |  | —     |
| 1990                | 12293 |  | 10,6% |
| 2000                | 13675 |  | 11,2% |
| 1980–2000 Источник: |       |  |       |

По данным переписи населения 2000 года в Палметто-Истейтс проживало 13 675 человек, 3344 семьи, насчитывалось 4054 домашних хозяйств и 4187 жилых домов. Средняя плотность населения составляла около 2513,79 человек на один квадратный километр. Расовый состав населённого пункта распределился следующим образом: 37,68 % белых, 48,77 % — чёрных или афроамериканцев, 0,21 % — коренных американцев, 3,06 % — азиатов, 0,01 % — выходцев с тихоокеанских островов, 5,44 % — представителей смешанных рас, 4,82 % — других народностей. Испаноговорящие составили 28,91 % от всех жителей статистически обособленной местности.
Из 4054 домашних хозяйств в 45,8 % воспитывали детей в возрасте до 18 лет, 55,9 % представляли собой совместно проживающие супружеские пары, в 20,7 % семей женщины проживали без мужей, 17,5 % не имели семей. 13,7 % от общего числа семей на момент переписи жили самостоятельно, при этом 3,5 % составили одинокие пожилые люди в возрасте 65 лет и старше. Средний размер домашнего хозяйства составил 3,35 человек, а средний размер семьи — 3,66 человек.
Население статистически обособленной местности по возрастному диапазону по данным переписи 2000 года распределилось следующим образом: 31,2 % — жители младше 18 лет, 9,1 % — между 18 и 24 годами, 30,2 % — от 25 до 44 лет, 22,1 % — от 45 до 64 лет и 7,5 % — в возрасте 65 лет и старше. Средний возраст жителей составил 33 года. На каждые 100 женщин в Палметто-Истейтс приходилось 92,6 мужчин, при этом на каждые сто женщин 18 лет и старше приходилось 88,8 мужчин также старше 18 лет.
Средний доход на одно домашнее хозяйство статистически обособленной местности составил 48 338 долларов США, а средний доход на одну семью — 49 565 долларов. При этом мужчины имели средний доход в 31 440 долларов США в год против 26 921 доллар среднегодового дохода у женщин. Доход на душу населения статистически обособленной местности составил 48 338 долларов в год. 7,8 % от всего числа семей в населённом пункте и 10,9 % от всей численности населения находилось на момент переписи населения за чертой бедности, при этом 13,3 % из них были моложе 18 лет и 11,7 % — в возрасте 65 лет и старше.